# Kim Yeong-nang
 (août 2023).
Si vous disposez d'ouvrages ou d'articles de référence ou si vous connaissez des sites web de qualité traitant du thème abordé ici, merci de compléter l'article en donnant les références utiles à sa vérifiabilité et en les liant à la section « Notes et références ».
Pour les articles homonymes, voir Kim Yun-sik.
Kim Yun-sik (김윤식, 金允植, 1903-1950) est un écrivain coréen originaire du district de Gangjin dans la province de Jeolla du Sud de l'actuelle Corée du Sud. Kim Yun-sik 김윤식 a un frère et deux sœurs. Il est plus connu sous son nom de plume, Kim Yeong-nang (영랑, 永郞). Adolescent, il participe au mouvement d'indépendance coréen et est emprisonné pendant 6 mois à Daegu, et vit au Japon de 1920 à 1923. Il meurt le 29 septembre 1950 à Séoul, des conséquences d'une blessure par balle reçue dans l'estomac au cours de la guerre de Corée.  
Sous le nom de plume « Yeongnang », il est particulièrement actif au cours des années 1930 et 1940. Il est surtout connu pour avoir écrit dans le dialecte de Jeolla (en).
Son lieu de naissance, où il passa une partie importante de sa vie, se situe dans l'actuel district de Gangjin.
La ville de Gangjin a racheté la maison du poète, de la remettre dans son état d'origine afin dans faire un musée. 
Adresse : 15 Yeongnangsaengga-gi Gangjin-gun Jeollanam-do.